# Allococalodes madidus
Allococalodes madidus là một loài nhện trong họ Salticidae.
Loài này thuộc chi Allococalodes. Allococalodes madidus được Maddison miêu tả năm 2009.